# Misael Zalazar
Misael Jonas Zalazar (* 7. September 1996) ist ein paraguayischer Leichtathlet, der sich auf den Sprint spezialisiert hat.

## Sportliche Laufbahn
Erste internationale Erfahrungen sammelte Misael Zalazar im Jahr 2022, als er bei den Südamerikaspielen in Asunción in 10,71 s den siebten Platz im 100-Meter-Lauf belegte und auch über 200 Meter mit 22,02 s auf Rang sieben gelangte. Im Jahr darauf gewann er bei den Südamerikameisterschaften in São Paulo in 39,25 s gemeinsam mit Jonathan Wolk, Fredy Maidana und César Almirón die Silbermedaille in der 4-mal-100-Meter-Staffel hinter dem brasilianischen Team. Im November belegte er bei den Panamerikanischen Spielen in Santiago de Chile in 39,71 s den fünften Platz mit der Staffel. 2024 schied er bei den Ibero-Amerikanischen Meisterschaften in Cuiabá mit 10,41 s im Vorlauf über 100 Meter aus und kam mit der Staffel nicht ins Ziel und im Jahr darauf gelangte er mit der Staffel bei den Südamerikameisterschaften in Mar del Plata mit 40,01 s auf den fünften Platz.

## Persönliche Bestleistungen
- 100 Meter: 10,25 s (+0,1 m/s), 30. Juli 2022 in Asunción (paraguayischer Rekord)
- 200 Meter: 20,61 s (+1,5 m/s), 31. Juli 2022 in Asunción